# Kik
Kik, conocido en inglés como Kik Messenger, es una aplicación de mensajería instantánea gratuita para dispositivos móviles. La aplicación está disponible en la mayoría de sistemas operativos: iOS, Android, Windows Phone, BlackBerry y Symbian.  
Kik es similar a los sistemas de mensajería de BlackBerry, de iPhone iMessage, Telegram y WhatsApp. Es un servicio de mensajería de texto instantáneo que permite a los usuarios compartir mensajes, fotos, bocetos, mensajes de voz y otros contenidos. La aplicación utiliza el plan de datos o el Wi-Fi de un teléfono inteligente para realizar dichas acciones, característica que favorece a aquellos que buscan evitar los cargos por mensajes de texto de los proveedores de servicios telefónicos. El sistema requiere que cada usuario registre un nombre de usuario como forma de identificación.

## Historia
Fundado en 2009, Kik Interactive (previamente conocida como Unsynced) es el fruto del trabajo de un grupo de estudiantes de la Universidad de Waterloo, quienes deseaban crear nuevas tecnologías para ser utilizadas en teléfonos móviles inteligentes, en donde creen reside el futuro de la computación y la comunicación. Kik Messenger es la primera aplicación desarrollada por Kik Interactive. Una versión beta de Kik Messenger apareció en abril de 2010.  El 19 de octubre de 2010, Kik Messenger fue lanzado por Kik Interactive y solo tomó quince días para alcanzar el millón de usuarios. Se considera a Twitter el catalizador de la popularidad de la nueva aplicación.
El 24 de noviembre de 2010, Kik fue eliminado de las aplicaciones de Blackberry y se limitó la funcionalidad del software para sus usuarios. Además, se demandó a la compañía por infracción de derechos de autor. En octubre de 2013, Blackberry y Kik establecieron la demanda con términos no revelados. El 7 de marzo de 2011, Kik anunció una inversión de $8 millones de dólares estadounidenses en Series A por tres empresas de capital de riesgo: RRE Ventures, Spark Capital y Union Square Ventures. También se anunció que Fred Wilson de USV y Adam Ludwin de RRE Ventures podrían unirse al cuadro de directores de la empresa.
A inicios de 2012 se registró un gran incremento en el número de usuarios de Kik, con 450.000 personas bajando la aplicación en un solo día. Otra marca fue alcanzada en abril de 2012, cuando el número de usuarios alcanzó los diez millones. Kik Messenger se convirtió en la aplicación social gratuita más popular de iTunes en Estados Unidos en julio de 2012. Para abril de 2013 había un total de cincuenta millones de usuarios registrados.  
El 22 de abril de 2013, Kik anunció la inversión de $19.5 millones de dólares estadounidenses en Series B liderado por Foundation Capital e incluyendo a RRE Ventures, Spark Capital y a Union Square Ventures. La compañía de aplicación de mensajería basada en Waterloo utiliza las inversiones para continuar ayudando a apoyar su crecimiento y la nueva inyección de dinero en efectivo se convierte en un punto crucial para la compañía ya que pone sus miras en ambiciones de plataformas más amplias con la recientemente introducida característica llamada Cards.
El 24 de septiembre de 2019, Kik anuncia su cierre y recorte de personal para enfocarse en su criptomoneda. Junto a ello, el medio CoinDesk anunció la cuenta de Telegram del fundador para anunciar información; sin embargo, resultó ser una cuenta falsa.

## Características
- Mensajería libre a través de diferentes sistemas operativos
- Chat individual o grupal
- Imágenes
- Permite a los usuarios ver si un mensaje ha sido enviado y leído
- Gratis
- Mensajes al estar desconectado
- Opciones de notificación personificables
- Bocetos
- Mensajes con videos de YouTube
- Grupos públicos y privados